# 沙田東
沙田東（英語：Sha Tin East，代號R2）是香港沙田區議會下轄的選區，2023年設立，定為雙議席選區。

## 範圍
現時選區包括沙田圍、小瀝源、石門及大水坑，與其接壤的選區有沙田西、沙田南、沙田北、黃大仙區議會的黃大仙西選區、西貢區議會的西貢及坑口選區。
投票站設有十五個，分別位於浸信會呂明才小學、聖公會林裘謀中學、慈航學校、富豪花園培僑幼稚園暨國際幼兒園、博康社區會堂、保良局朱正賢小學、九龍城浸信會禧年小學、基督教香港信義會馬鞍山信義學校、德信中學、林大輝中學、香港浸會大學附屬學校王錦輝中小學（小學部及中學部各有一個投票站）、路德會梁鉅鏐小學、世界龍崗學校黃耀南小學、廣源社區會堂。

## 沿革
2023年香港選舉改革將區議會所有單議席選區取消，沙田定為四個雙議席選區，共選出八席民選議員。沙田東選區由原有單議席的第一城、愉城、王屋、博康、大水坑、鞍泰、愉欣、帝怡、碧湖、廣康、廣源選區合併而成。
2023年區議會選舉，估算人口有169,545人，109,799人，吸引到三人參選。

## 歷屆議員
| 選區名稱 | 屆別           | 議員   | 政治聯繫 | 政治聯繫        | 議員   | 政治聯繫 | 政治聯繫 |
| -------- | -------------- | ------ | -------- | --------------- | ------ | -------- | -------- |
| 沙田東   | 2024年－2027年 | 姚嘉俊 |          | 新民黨/公民力量 | 朱煥釗 |          | 民建聯   |

## 歷屆選舉結果
| 政党   | 政党            | 候选人    | 票数   | %     | ± |
| ------ | --------------- | --------- | ------ | ----- | - |
|        | 新民黨/公民力量 | ①. 姚嘉俊 | 12,766 | 45.59 |   |
|        | 民建聯          | ②. 朱煥釗 | 11,128 | 39.74 |   |
|        | 經民聯          | ③. 周秉謙 | 4,105  | 14.66 |   |
| 多数票 |                 |           |        |       |   |

## 資料來源
1. ↑   (PDF).   [2023年8月23日]. （原始内容 (PDF)存档于2023年10月20日） （繁体中文）.
2. ↑   (PDF).   [2023年11月17日].
3. ↑   (PDF). 選舉管理委員會. 2023-07-11  [2023-08-23]. （原始内容存档 (PDF)于2023-10-15）.
4. ↑   (PDF).   [2023-11-20]. （原始内容存档 (PDF)于2023-11-16）.
5. ↑   (PDF).   [2023-08-23]. （原始内容存档 (PDF)于2023-08-05）.
6. ↑   (PDF).   [2023-11-17]. （原始内容存档 (PDF)于2023-12-03）.